# Jaywick
Jaywick es una localidad situada en el condado de Essex, en Inglaterra (Reino Unido), con una población estimada a mediados de 2016 de 5202 habitantes. Se encuentra ubicada al sureste de la región Este de Inglaterra, al noreste de Londres y a poca distancia de la ciudad de Chelmsford —la capital del condado— y de la costa del mar del Norte. Fue construido en la década de 1930 como un lugar de vacaciones para los londinenses, pero con el tiempo se ha convertido en una de las zonas más desfavorecidas del país.
El terreno sobre el que está construido el pueblo era originalmente campos y marismas y no era apto para la agricultura. Este fue comprado por el empresario Frank Stedman en 1928 para construir casas de vacaciones asequibles y de bajo costo para familias de clase trabajadora, y se convirtió en un destino de vacaciones popular durante la década de 1930. Después de la Segunda Guerra Mundial, la escasez de viviendas hizo que las propiedades quedaran habitadas permanentemente a pesar de no haber sido construidas para este propósito. Muchas de estas casas se encuentran ahora en mal estado y la comunidad local se ha opuesto a la demolición. Jaywick tiene problemas importantes de desempleo y corre el riesgo de sufrir inundaciones, a pesar de varios intentos del consejo local para transformar el área.

## Ubicación
Jaywick se encuentra a unos 97 kilómetros de Londres y a 27 kilómetros al sureste de Colchester. Al noreste está Clacton-on-Sea (del cual está separado por el aeródromo de Clacton), mientras que al oeste está el estuario del río Colne. Se divide en la finca Tudor al norte (también conocida como West Clacton), la Village al sureste y las fincas Brooklands y Grasslands al suroeste.

## Historia

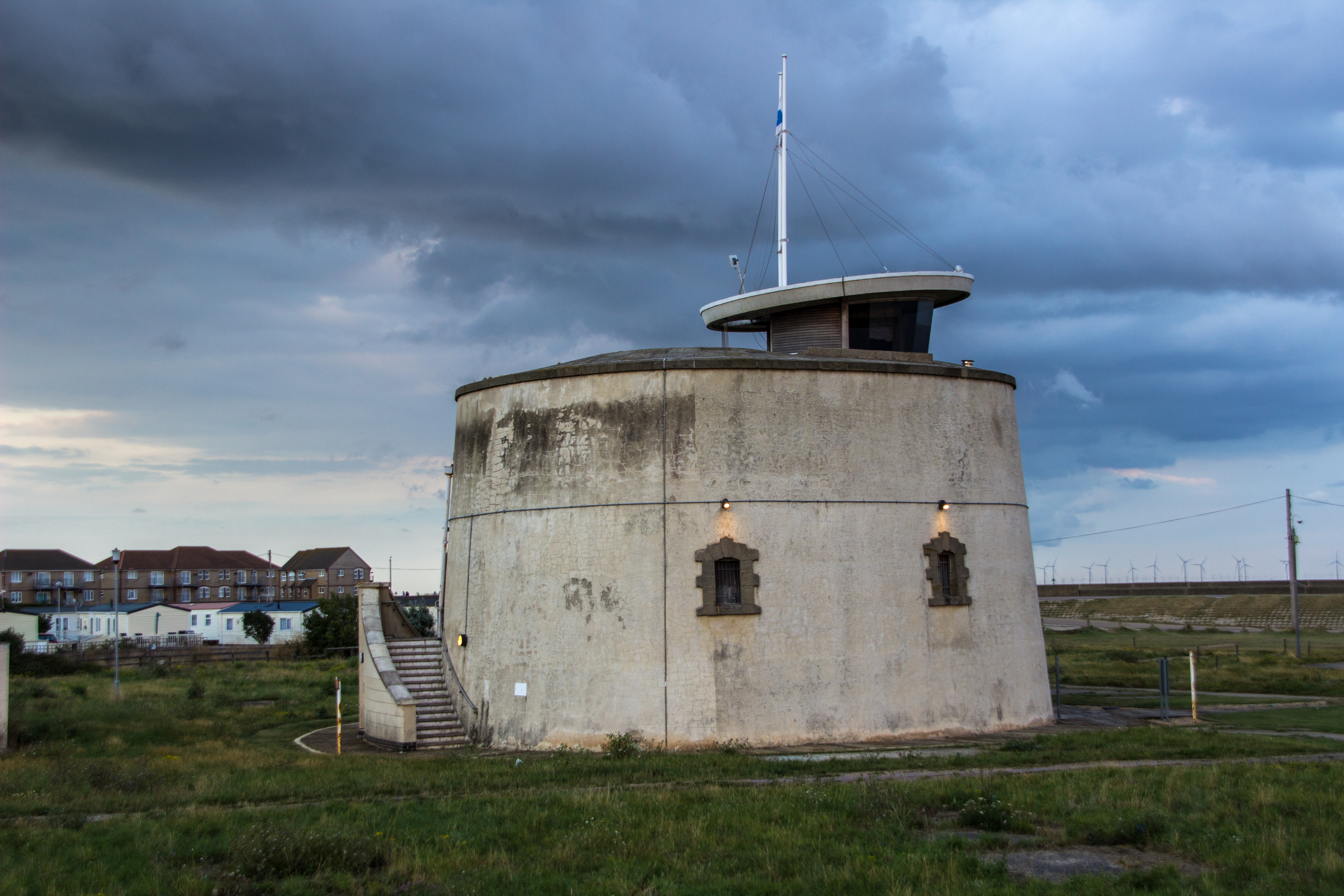
La torre Martello, ahora un centro de artes

Lo que ahora es Jaywick era originalmente campos y marismas cerca de Clacton y St Osyth. Durante el siglo XIX, la zona era popular para la práctica de tiro y tenía un polígono de tiro para ese efecto.
Debido a su proximidad al mar, Jaywick nunca había sido un lugar práctico para la agricultura, por lo que las tierras de esta zona no fueron aprovechadas hasta 1880, cuando un rompeolas fue construido para protegerla de inundaciones. Un mapeo de Ordnance Survey de alrededor de 1897 muestra a Jaywick como unas pocas casas rurales cerca de lo que ahora es Crossways en la finca Tudor.
A principios del siglo XX, activistas como William Morris habían intentado convencer a la gente de las virtudes de las comunidades autosuficientes para familias pobres alejadas de las grandes ciudades, lo que llevó a desarrollos como Peacehaven en Sussex en 1914. Jaywick fue propuesto por el promotor inmobiliario Frank Stedman en 1928 como un lugar de vacaciones asequible para los londinenses. Este había notado la popularidad que tenía Clacton como lugar de vacaciones y creía que podía vender pequeñas parcelas de tierra a los residentes del East End en las que se podrían construir casas de vacaciones. Se alentó a los residentes a comprar terrenos y propiedades de autoconstrucción con parcelas que se ofrecieron por tan solo 25 £ (equivalente a 1500 £  en 2019), mientras que Stedman convenció a los compradores de que se podía construir una casa por tan solo 395 £  (equivalente a 24 000 £ en 2019). Este proyecto tuvo un énfasis inicial en el bienestar, la salud y los ejercicios al aire libre. Sin embargo, Stedman estaba motivado principalmente por el dinero más que por el altruismo, y aunque discutió los planes para el paisajismo, un lago y un centro deportivo, estos nunca se materializaron.
Otros proyectos similares en otras partes de Gran Bretaña fueron demolidos después de la Segunda Guerra Mundial. El consejo local hizo varios intentos para demoler Jaywick, pero los residentes estaban en contra, por lo que estos últimos iniciaron una campaña y ganaron una orden de preservación en 1970. El consejo no estaba contento con el desarrollo de viviendas en un sitio tan propenso a las inundaciones, y las comodidades modernas tardaron en llegar. Un sistema de alcantarillado no se instaló hasta 1977.
En 1978, el consejo local emitió una directiva para controlar el desarrollo de viviendas en Jaywick. En la década de 1990 se construyeron casas prefabricadas para realojar a los residentes de las propiedades más deterioradas. A pesar de eso, solo 5 de las propiedades más antiguas fueron demolidas.
En la década del 2010, Jaywick fue nombrada en 3 ocasiones consecutivas como la localidad más desfavorecida de Inglaterra.

## Problemas sociales

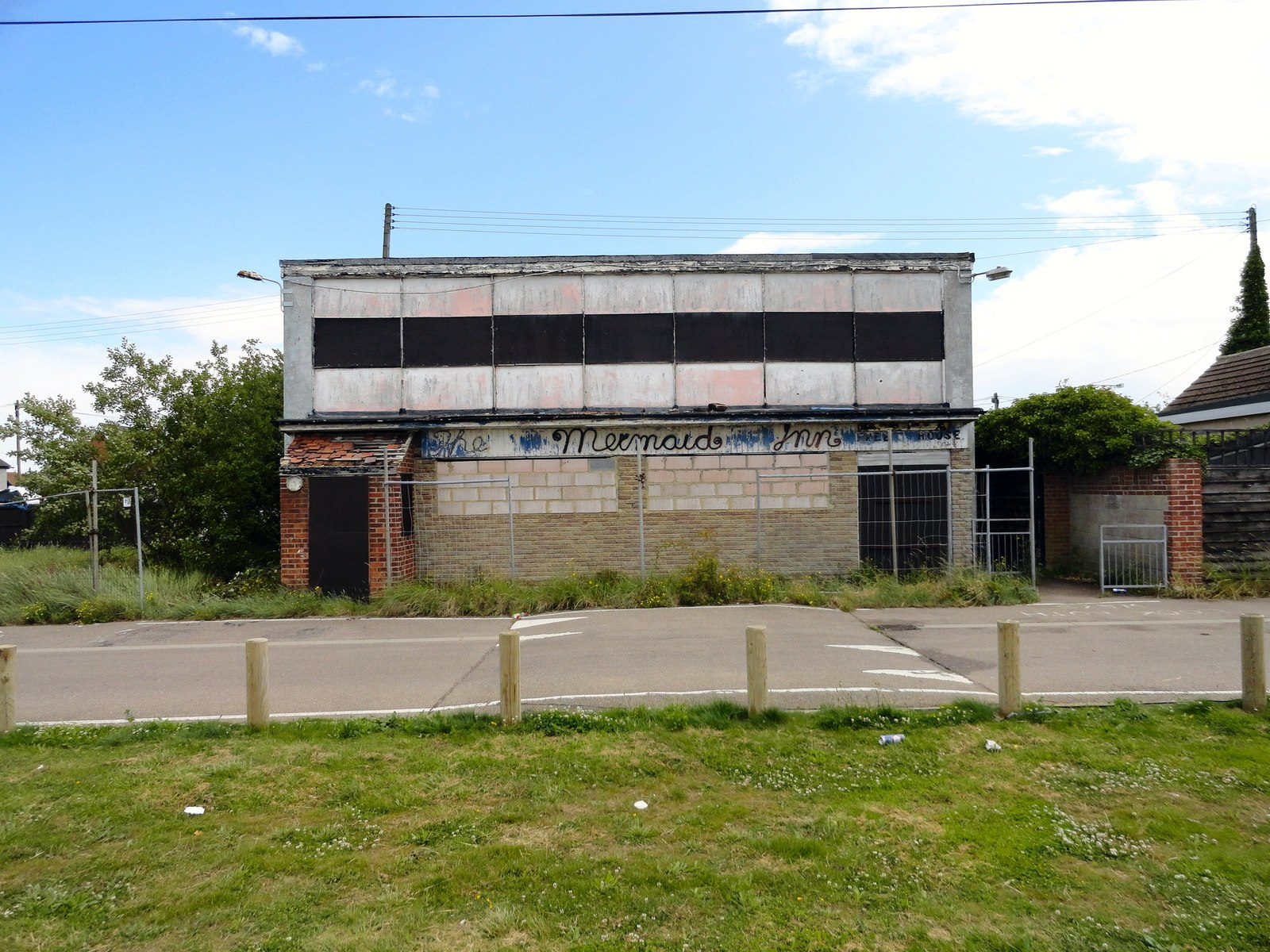
El antiguo Mermaid Inn en Brooklands Avenue en 2011, que quedó abandonado después de un incendio

A pesar de ser comercializadas como casas de vacaciones, muchas de estas se convirtieron en residencias permanentes debido a la escasez de viviendas en Londres tras finalizar la Segunda Guerra Mundial, y en 1950 ya había una población significativa durante todo el año. La población actual de Jaywick incluye un gran número de jubilados y desempleados. Un informe de 2011 en The Guardian encontró que el 62% de los residentes en edad laboral en Jaywick recibieron beneficios sociales, en comparación con el 15% del promedio nacional. Un informe posterior en 2015 reiteró que el área era una de las localidades inglesas más desfavorecidas. Según la Oficina de Asesoramiento al Ciudadano, el 40% de los residentes no pueden trabajar debido a una discapacidad o enfermedad de larga duración. El 60% de los alumnos de la escuela primaria Frobisher, en las afueras del pueblo, reciben comidas escolares gratuitas.
Un informe de 2009 encontró que cuatro de las diez calles más baratas del Este de Inglaterra para comprar una propiedad están en Jaywick, y que las propiedades en Tamarisk Way se venden por un promedio de 44 050 £. Un informe de 2013 en The Guardian mostró que los bungalows se vendían en la finca de Brooklands por alrededor de 20 000 £.
Refiriéndose a las propiedades más antiguas de Jaywick, la directora de la escuela primaria Frobisher dijo: "Cuando vas a ciertas partes, te quedas bastante sorprendido de estar en Inglaterra". En 2012, Jaywick fue calificado como el punto caliente del desempleo juvenil del Reino Unido. Conseguir y mantener un empleo en esta parte del país es difícil, debido a que muchos trabajos se encuentran a una distancia significativa en Colchester o Ipswich. El endurecimiento de las regulaciones de construcción ha significado que los trabajos sencillos de construcción por dinero en efectivo ahora sean ilegales sin la capacitación adecuada en salud y seguridad. Junto con el desempleo, la drogadicción es un problema particular en la zona. Debido a la mala reputación de Jaywick, los desarrolladores privados no están dispuestos a invertir en el lugar.
El consejo del distrito de Tendring está trabajando con los residentes de Brooklands para mejorar el área y tratar de comprar terrenos para construir nuevas viviendas. El líder del consejo, Mick Page, declaró: "La única forma en que comenzaremos algo en Jaywick es liderándolo. Seremos el catalizador". El ayuntamiento propone detener la asignación de beneficios de vivienda a propiedades alquiladas en Jaywick para desalentar el alquiler en edificios de mala calidad. El exlíder del consejo Neil Stock ha llamado a Jaywick "una vergüenza para todo el país", culpando a las regulaciones de planificación que él cree que son draconianas. Douglas Carswell ha criticado la respuesta del gobierno, señalando que aunque el área contenía un gran número de desempleados, a menudo se trataba de personas que no podían encontrar trabajo debido a discapacidades o falta de puestos de trabajo disponibles. Él cree que el "espiral descendente continuará" a menos que se relajen las leyes de planificación existentes y el área tenga inversión económica.

## Problemas ambientales

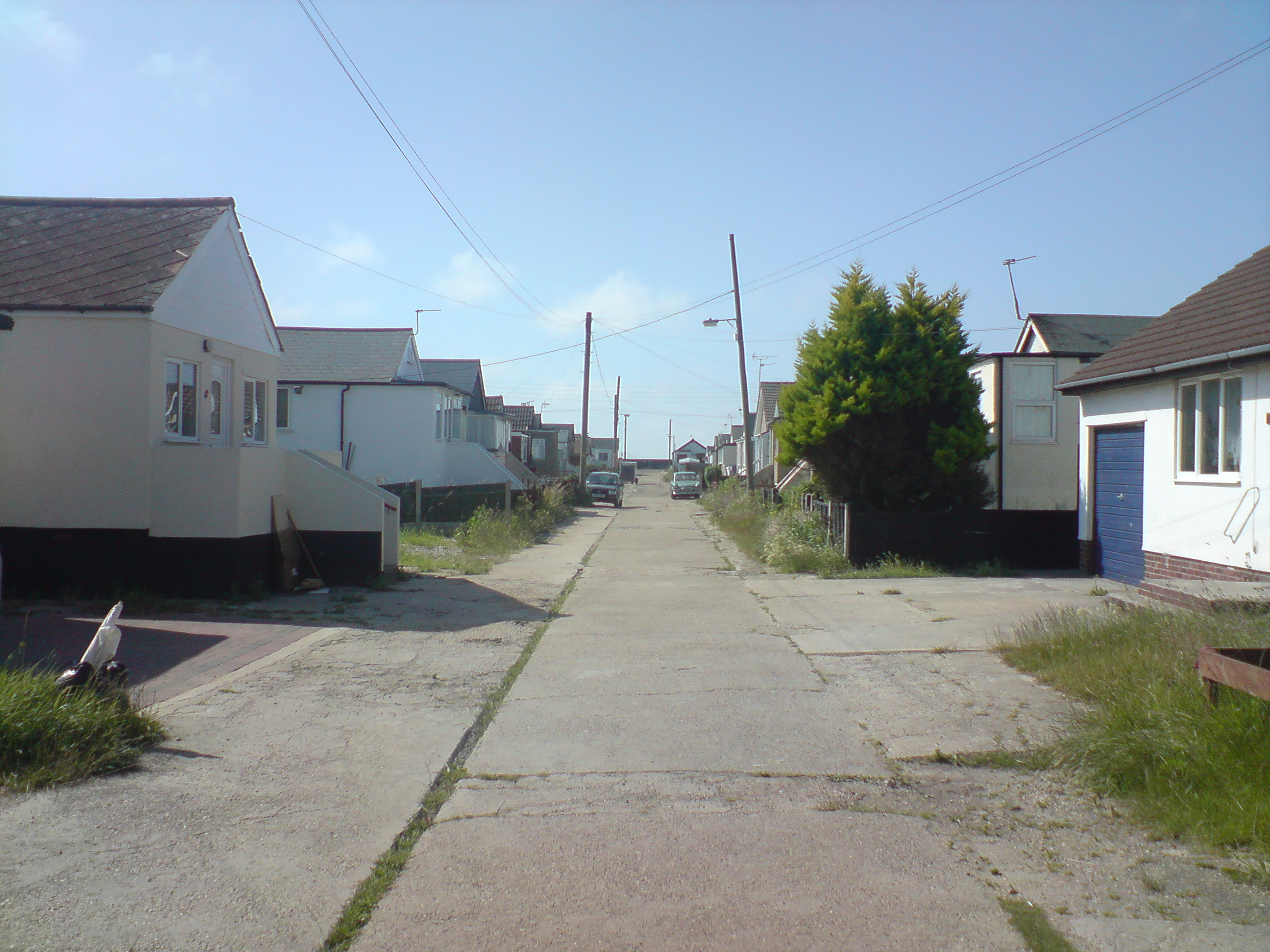
Una calle típica de Jaywick, en 2009

Durante la inundación del Mar del Norte de 1953, Jaywick se inundó, lo que provocó la muerte de 35 personas. Desde entonces, se han instalado defensas costeras y se han tomado precauciones para evitar inundaciones. Sin embargo, las áreas residenciales de Jaywick son consideradas como las que tienen el mayor riesgo de sufrir inundaciones en el país, y un informe del consejo local anticipó que el calentamiento global pondría en riesgo la vida de los pobladores en los próximos 50 a 75 años. La zona sería la primera en sufrir inundaciones en caso de marejada sobre las marismas que rodean St Osyth.
La carretera principal hacia el pueblo está cerca del nivel del mar y existe el riesgo potencial de que una inundación corte el acceso a los servicios de emergencia. Muchas carreteras, particularmente alrededor de Brooklands, se encuentran en mal estado y sin ningún financiamiento público, lo que dificulta el acceso de los servicios de emergencia y le da al área un aspecto "deteriorado". Debido a que las propiedades están ubicadas en zonas pantanosas, las mejoras en las carreteras tienden a tener una vida útil corta y se dañan rápidamente con el mal tiempo. En diciembre de 2013, debido a un alto riesgo de inundación, la policía de Essex pidió a todos los residentes de Jaywick que abandonaran temporalmente el área para ser realojados temporalmente en edificios escolares alrededor de Clacton. Un evento similar ocurrió en enero de 2017 luego de una amenaza de inundaciones costeras.

## Jaywick en otros medios
En la película Starter for 10 las escenas que transcurren en el paseo marítimo se filmaron en Jaywick.
En 2010, dos cineastas compilaron un documental, Jaywick Escapes, que mostraba la vida en el pueblo. La película combinó imágenes de archivo de los primeros años de la localidad junto con entrevistas a adictos a la heroína en recuperación que viven en Jaywick. Se mostró en el Festival de Cine de East End de 2012 y posteriormente se mostró un extracto en el Museo de Ciencias.
En 2018, una imagen de la localidad fue utilizada en una campaña negativa del candidato al Congreso Nick Stella durante las elecciones de medio mandato en Estados Unidos de 2018. El anuncio recibió críticas airadas de los residentes y del miembro del gabinete del consejo del distrito de Tendring, Paul Honeywood, diciendo: "Sé que muchos residentes de Jaywick Sands se indignarán de ser difamados de esta manera, y con razón".  Stella se ha disculpado desde entonces y un portavoz de la campaña de Stella dijo que "nuestra intención nunca fue burlarnos de la ciudad".